# Liste der NHL-Trainer mit 500 Siegen
Die Liste der NHL-Trainer mit 500 Siegen listet chronologisch alle Trainer der National Hockey League, die im Verlauf ihrer Karriere mindestens 500 Siege in der regulären Saison erreicht haben. Das Erreichen dieses Meilensteines gehört zu den bedeutendsten Leistungen für Trainer in der NHL, neben dem Erreichen der 1000-Spiele-Marke. Im weiteren Teil werden die Trainer gelistet, die kurz vor dem Erreichen stehen.
Seit der Ligagründung im Jahr 1917 konnten bisher 29 Trainer die Marke von 500 Siegen erreichen. Gelblich unterlegte Trainer waren während der Saison 2024/25 in der NHL aktiv. Die Statistiken der momentan noch aktiven Trainer sind auf dem Stand zum Ende der Saison 2024/25.

## Legende

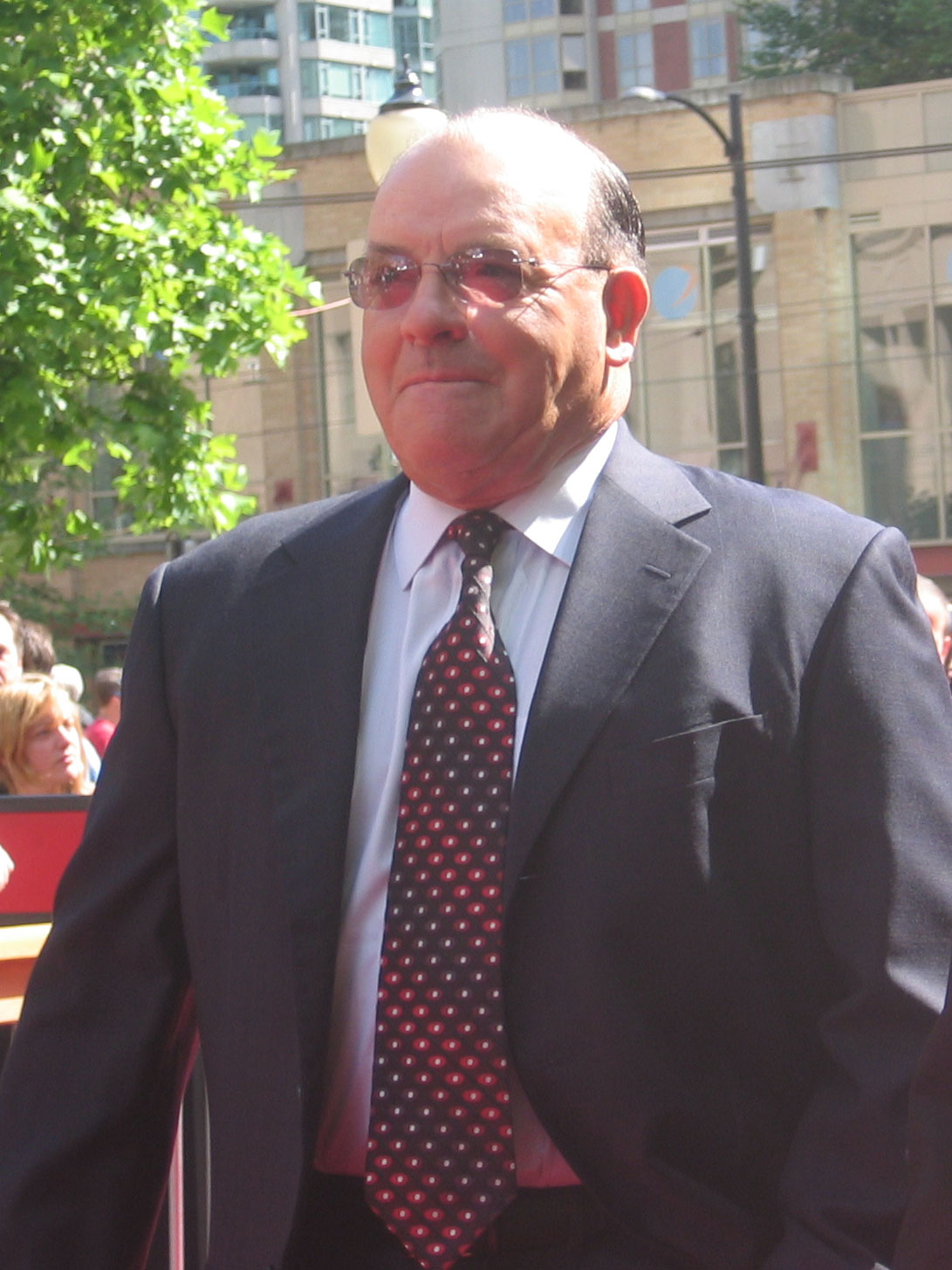
Scotty Bowman ist mit 1244 Siegen der erfolgreichste NHL-Trainer aller Zeiten

- Pos: Gibt die Reihenfolge der Trainer wieder. Diese wird durch das Datum des Erreichen des Meilensteines bestimmt. Bei gleichem Datum wird die Anzahl der bisherigen Spiele verglichen.
- Name: Nennt den Namen des Trainers.
- Land: Zeigt die Flagge des Landes, dessen Staatsangehörigkeit der Trainer hatte.
- Karrierespiel: Nennt die Anzahl von Spielen, die der Trainer benötigte, um 500 Siege zu erreichen.
- Mannschaft: Nennt den Namen der Mannschaft, für die der Trainer tätig war als er seinen 500. Sieg erreichte.
- Datum: Nennt das Datum, an dem der Trainer seinen 500. Sieg erreichte.
- Sp: Nennt die Anzahl von Spielen, die der Trainer in seiner gesamten NHL-Karriere bestritt.
- S: Nennt die Anzahl von Siegen, die der Trainer in seiner gesamten NHL-Karriere erreichte.

## Trainer mit 500 Siegen
Insgesamt konnten bisher 29 Trainer die Marke von 500 Siegen erreichen oder überbieten. Als erstem überhaupt gelang dies dem Kanadier Dick Irvin zum Beginn der Saison 1949/50. Erst 19 Jahre später gelang es seinem Nachfolger auf den Trainerposten der Montréal Canadiens, Toe Blake, ebenfalls diesen Meilenstein zu erreichen. Als erfolgreichster Trainer gilt Scotty Bowman, der mit 2141 Partien in den mit Abstand meisten verantwortlich war, aber mit 1244 Siegen auch deutlich an der Spitze steht. Ihm folgt nach Siegen Al Arbour, dessen 740 Siege mit den New York Islanders die meisten mit einem einzigen Team darstellen.
Von den 29 Trainern, die den Meilenstein bisher erreicht haben, sind alle außer Ron Wilson, der jedoch in Kanada geboren wurde, John Tortorella und Peter Laviolette kanadische Staatsbürger. Das Original-Six-Franchise der Montréal Canadiens stellt mit drei Trainern, die den Meilenstein in Diensten des Teams erreicht haben, die meisten Trainer.
| Pos | Name             | Land               | Karrierespiel | Mannschaft              | Datum         | Sp   | S    |
| --- | ---------------- | ------------------ | ------------- | ----------------------- | ------------- | ---- | ---- |
| 1   | Dick Irvin       | Kanada             | 1003          | Montréal Canadiens      | 22. Jan. 1950 | 1449 | 692  |
| 2   | Toe Blake        | Kanada             | 911           | Montréal Canadiens      | 24. März 1968 | 914  | 500  |
| 3   | Billy Reay       | Kanada             | 988           | Chicago Black Hawks     | 6. Apr. 1975  | 1102 | 542  |
| 4   | Scotty Bowman    | Kanada             | 825           | Montréal Canadiens      | 21. Dez. 1978 | 2141 | 1244 |
| 5   | Al Arbour        | Kanada             | 962           | New York Islanders      | 11. Feb. 1984 | 1607 | 782  |
| 6   | Mike Keenan      | Kanada             | 968           | Vancouver Canucks       | 19. Nov. 1998 | 1386 | 672  |
| 7   | Pat Quinn        | Kanada             | 1019          | Toronto Maple Leafs     | 6. Dez. 2001  | 1400 | 684  |
| 8   | Bryan Murray     | Kanada             | 1029          | Mighty Ducks of Anaheim | 25. Jan. 2002 | 1239 | 620  |
| 9   | Pat Burns        | Kanada             | 1017          | New Jersey Devils       | 30. März 2004 | 1019 | 501  |
| 10  | Jacques Martin   | Kanada             | 1064          | Florida Panthers        | 18. Jan. 2008 | 1350 | 639  |
| 11  | Ron Wilson       | Vereinigte Staaten | 1064          | San Jose Sharks         | 9. Feb. 2008  | 1401 | 648  |
| 12  | Jacques Lemaire  | Kanada             | 1131          | Minnesota Wild          | 3. Apr. 2008  | 1262 | 617  |
| 13  | Ken Hitchcock    | Kanada             | 960           | Columbus Blue Jackets   | 19. Feb. 2009 | 1598 | 849  |
| 14  | Joel Quenneville | Kanada             | 963           | Chicago Blackhawks      | 1. Dez. 2009  | 1768 | 969  |
| 15  | Marc Crawford    | Kanada             | 1032          | Dallas Stars            | 16. März 2010 | 1169 | 556  |
| 16  | Lindy Ruff       | Kanada             | 1024          | Buffalo Sabres          | 6. Jan. 2011  | 1856 | 900  |
| 17  | Barry Trotz      | Kanada             | 1062          | Nashville Predators     | 30. März 2012 | 1812 | 914  |
| 18  | Darryl Sutter    | Kanada             | 1027          | Los Angeles Kings       | 20. März 2014 | 1479 | 737  |
| 19  | Mike Babcock     | Kanada             | 895           | Detroit Red Wings       | 6. Dez. 2014  | 1301 | 700  |
| 20  | Paul Maurice     | Kanada             | 1163          | Winnipeg Jets           | 13. Jan. 2015 | 1931 | 916  |
| 21  | Alain Vigneault  | Kanada             | 942           | New York Rangers        | 14. Feb. 2015 | 1363 | 722  |
| 22  | Dave Tippett     | Kanada             | 972           | Arizona Coyotes         | 27. Nov. 2015 | 1285 | 648  |
| 23  | Claude Julien    | Kanada             | 915           | Boston Bruins           | 13. Feb. 2016 | 1274 | 667  |
| 24  | John Tortorella  | Vereinigte Staaten | 1040          | Columbus Blue Jackets   | 18. Dez. 2016 | 1620 | 770  |
| 25  | Peter Laviolette | Vereinigte Staaten | 970           | Nashville Predators     | 22. Jan. 2017 | 1594 | 846  |
| 26  | Bruce Boudreau   | Kanada             | 837           | Minnesota Wild          | 24. März 2018 | 1087 | 617  |
| 27  | Todd McLellan    | Kanada             | 965           | Los Angeles Kings       | 1. Jan. 2022  | 1192 | 624  |
| 28  | Peter DeBoer     | Kanada             | 987           | Vegas Golden Knights    | 1. Jan. 2022  | 1261 | 662  |
| 29  | Jon Cooper       | /                  | 839           | Tampa Bay Lightning     | 10. Jan. 2024 | 961  | 572  |

## Trainer, die kurz vor dem Erreichen des Meilensteines stehen
Die folgenden, noch aktiven Trainer sind weniger als 50 Siege davon entfernt, den Meilenstein zu erreichen.
| Name          | Land               | Sp  | S   |
| ------------- | ------------------ | --- | --- |
| Mike Sullivan | Vereinigte Staaten | 917 | 479 |